# Sigrid Wille
Sigrid Wille (ur. 2 września 1969 w Wangen im Allgäu) – niemiecka biegaczka narciarska, brązowa medalistka mistrzostw świata.

## Kariera
Igrzyska olimpijskie w Nagano w 1998 r. były pierwszymi i zarazem ostatnimi w jej karierze. Zajęła tam 28. miejsce w biegu na 15 km oraz 38. miejsce w biegu na 5 km techniką klasyczną, a także 54. miejsce w biegu pościgowym 5+10 km. Wille nie została wybrana do sztafety, w której Niemki zajęły piąte miejsce.
W 1993 roku wystartowała na mistrzostwach świata w Falun zajmując 27. miejsce w biegu na 30 km techniką dowolną. Dwa lata później, podczas mistrzostw świata w Thunder Bay na tym samym dystansie zajęła 13. miejsce. Ponadto wraz z koleżankami z reprezentacji zajęła piąte miejsce w sztafecie. Swój największy sukces osiągnęła podczas mistrzostw świata w Ramsau w 1999 roku, gdzie wspólnie z Violą Bauer, Evi Sachenbacher i Ramoną Roth wywalczyła brązowy medal w sztafecie 4 × 5 km. Jej najlepszym indywidualnym wynikiem na tych mistrzostwach było 18. miejsce w biegu na 15 km stylem dowolnym. Na kolejnych mistrzostwach już nie startowała.
Najlepsze wyniki w Pucharze Świata osiągnęła w sezonie 1990/1991, kiedy to zajęła 17. miejsce w klasyfikacji generalnej. Nigdy nie stawała na podium zawodów Pucharu Świata. W 1999 roku zakończyła karierę.

## Osiągnięcia

### Igrzyska olimpijskie
| Miejsce | Dzień     | Rok  | Miejscowość | Konkurencja             | Czas biegu | Strata  | Zwyciężczyni    |
| ------- | --------- | ---- | ----------- | ----------------------- | ---------- | ------- | --------------- |
| 28.     | 8 lutego  | 1998 | Nagano      | 15 km stylem klasycznym | 46:55,4    | +4:23,9 | Olga Daniłowa   |
| 38.     | 10 lutego | 1998 | Nagano      | 5 km stylem klasycznym  | 17:37,9    | +1:37,7 | Łarisa Łazutina |
| 54.     | 12 lutego | 1998 | Nagano      | 5+10 km pościgowy       | 46:06,9    | +5:45,2 | Łarisa Łazutina |

### Mistrzostwa świata
| Miejsce | Dzień     | Rok  | Miejscowość | Konkurencja             | Czas biegu | Strata  | Zwyciężczyni      |
| ------- | --------- | ---- | ----------- | ----------------------- | ---------- | ------- | ----------------- |
| 10.     | 25 lutego | 1993 | Falun       | Sztafeta 4 × 5 km       | 54:15,7    | +3:42,2 | Rosja             |
| 27.     | 27 lutego | 1993 | Falun       | 30 km stylem dowolnym   | 1:22:41,3  | +7:53,8 | Stefania Belmondo |
| 16.     | 10 marca  | 1995 | Thunder Bay | 15 km stylem klasycznym | 41:27,5    | +3:52,5 | Łarisa Łazutina   |
| 47.     | 12 marca  | 1995 | Thunder Bay | 5 km stylem klasycznym  | 15:23,7    | +2:07,1 | Łarisa Łazutina   |
| 21.     | 14 marca  | 1995 | Thunder Bay | 5+10 km pościgowy       | 43:19,6    | +3:12,5 | Łarisa Łazutina   |
| 5.      | 16 marca  | 1995 | Thunder Bay | Sztafeta 4 × 5 km       | 53:47,6    | +3:30,5 | Rosja             |
| 13.     | 18 marca  | 1995 | Thunder Bay | 30 km stylem dowolnym   | 1:16:27,3  | +4:36,2 | Jelena Välbe      |
| 18.     | 19 lutego | 1999 | Ramsau      | 15 km stylem dowolnym   | 38:49,0    | +3:06,6 | Stefania Belmondo |
| 3.      | 25 lutego | 1999 | Ramsau      | Sztafeta 4 × 5 km       | 53:05,9    | +2:07,8 | Rosja             |
| 23.     | 27 lutego | 1999 | Ramsau      | 30 km stylem klasycznym | 1:29:19,9  | +7:26,7 | Łarisa Łazutina   |

### Puchar Świata

#### Miejsca w klasyfikacji generalnej
- sezon 1990/1991: 17.
- sezon 1991/1992: -
- sezon 1992/1993: 67.
- sezon 1994/1995: 24.
- sezon 1995/1996: -
- sezon 1997/1998: 44.
- sezon 1998/1999: 36.

#### Miejsca na podium
Wille nigdy nie stawała na podium zawodów Pucharu Świata.